# Chlamys aldrovandi
Espèce
Chlamys aldrovandi est une espèce éteinte de mollusques bivalves ayant vécu au Miocène.
Il peut se trouver dans les faluns de Touraine ou de Bretagne. Cette espèce était restée obscure et avait été à peu près oubliée, lorsque Eugène Eudes-Deslongchamps en communiqua le type de la collection Defrance à l'abbé Bardin qui en publia, en 1882, une description détaillée.

## Description
Jacques Louis Marin Defrance décrit Chlamys aldrovandi comme une « Coquille oblongue, portant sur chaque valve neuf côtes striées profondément, ainsi que l'intervalle qui les sépare. Longueur neuf lignes. On la trouve à Aubigné près d'Angers ». 
Bardin indique une « Coquille inéquivalve, subéquilatérale, plus longue que large, déprimée, presque plane, munie de 9 côtes assez fortes et saillantes. Les côtes de la valve droite sont un peu aplaties, couvertes de 4-6 stries longitudinales, et assez sensiblement divisées en deux parties par une strie médiane plus profonde que les autres. Les côtes de la valve gauche ou supérieure sont arrondies, striées longitudinalement, les cinq médianes, au moins, munies de cinq à six stries; les intervalles égaux et aplatis portent aussi, dans les échantillons bien conservés, trois stries longitudinales garnies de petites écailles, imbriquées comme dans la valve droite ; souvent, les exemplaires sont assez mal conservés, et alors les stries n'apparaissent que confusément, et seulement près du bord palléal. Sur cette même valve, les côtes et les intervalles sont recouverts d'un tissu très fin et élégant de stries obliques qui s'entrecroisent, surtout dans la région voisine du bord cardinal. Sur la valve droite on ne peut apercevoir ce tissu de stries obliques, mais les stries longitudinales des côtes paraissent finement crénelées. Les oreillettes sont inégales et ornées de petites côtes squamuleuses. La grande oreillette de la valve inférieure esl fortement dilatée, tandis que la postérieure est comme tronquée. Dimensions du bord cardinal au bord palléal, 30 millim. ; du côté buccal au côté anal., 25 millim. ».
Bardin distingue Pecten Aldrovandi des espèces les plus voisines : « Cette espèce se distinguera toujours très facilement de Pecten fasciculatus par sa taille plus petite, par ses valves subéquilatérales ; par ses côtes très nettement limitées et plus saillantes ; par les intervalles intercostaux profonds, munis de trois stries longitudinales écailleuses. Elle se distinguera plus facilement encore de Pecten puymoriae, par ses côtes munies au moins de quatre à cinq stries longitudinales sur les deux valves ; de plus, les intervalles sont toujours dépourvus de stries longitudinales dans le Pecten puymoriae ».
Charles Armand Picquenard indique pour le décrire en 1922, que c'est une « espèce qui ressemble comme dimensions aux petites formes de la Pecten puymoriae. Elle porte environ le même nombre de côtes. Ces côtes sont striées en long sans ornementation transversale, celle-ci n'apparaissant que dans les intervalles des côtes sous forme de files parallèles de fines tubérosités. » Gustave-Frédéric Dollfus, Philippe Dautzenberg la cite à Saint-Grégoire.